# کتیبه و معماری سنگی حوض موسی
کتیبه و معماری سنگی حوض موسی مربوط به دوره قاجار است و در شرق خرم‌آباد قرار دارد. این اثر در تاریخ ۷ آذر ۱۳۸۳ با شمارهٔ ثبت ۱۱۲۵۵ به‌عنوان یکی از آثار ملی ایران به ثبت رسیده‌است. منطقهٔ حوض موسی دره‌ای بن‌بست قرار گرفته و هم‌اکنون این منطقه مسکونی است، پس از انقلاب ۵۷ محله‌ای با نام کوی فلسطین در منطقه حوض موسی ایجاد شده‌است.

## ویژگی‌ها
نام این منطقه از حوض و سنگ نوشته‌ای به همین نام گرفته شده‌است. روی سطح صخره‌ای در شرق دره، حوضی ایجاد شده‌است که در زمان بارندگی پر از آب می‌شود. در قسمت شمالی حوض و به فاصله سه متر، کتیبه‌ای قرار دارد که طول و عرض آن ۳۲ *۴۲ سانتی‌متر و نوشته‌های آن در پنج سطر به عهد سلطنت ناصر الدین شاه قاجار مربوط می‌شود. در جنوب این دره گورستان جی یا گورجیدو قرار داشته‌است. این قبرستان متعلق به اقلیت یهودیان خرم‌آباد بوده‌است.